# بنو كعب
 بنو كعب (واحدهم كعبي)؛ قبيلة هوازنية قيسية عربية، وهم بنو كعب بن ربيعة بن عامر بن صعصعة. قال الهمداني: "الفلج بلد أربابه جعدة وقشير والحريش بنو كعب." وقال ياقوت: "الفلج مدينة بأرض اليمامة لبني جعدة وقشير بني كعب بن ربيعة بن عامر بن صعصعة."

## النسب
هم بنو كعب بن ربيعة بن عامر بن صعصعة بن معاوية بن بكر بن هوازن بن منصور بن عكرمة بن خصفة بن قيس عيلان بن مضر بن نزار بن معد بن عدنان.

## صفاتهم
وقد كان بنو كعب بادية وحاضرة كما ذكر البكري:
«إن قبائل بني عامر بن صعصعة كثيرو الترحال فقد كانوا يصيفون في الطائف لطيب هوائها وثمارها ويشتون في بلادهم من أرض نجد لسعتها وكثرة مراعيها وإمراء كلئها». معجم ما استعجم للبكري 1/77
وبنو كعب أهل شعر ورجال حرب. أنساب العرب
قال بن بسام في بني كعب " ذوو الطعن والضرب سماح النفوس جمال الطروس
ذو الجاه العريض وأساة المريض والكرم الجم والحلم الأتم "
وذكر عبد الحكيم الوائلي في «موسوعة قبائل العرب» المجلد الخامس ص1856 "كعب: من القبائل العربية القديمة والكبيرة أصلها من نجد وتنتسب إلى كعب بن ربيعة من العدنانية وانتشرت في العراق وإيران وقطر وعمان ومناطق كثيرة في الخليج وأفريقيا
ومن هذه القبيلة بني كعب في سلطنة عمان ودولة قطر والبحرين والأمارات العربية المتحدة والسعودية."

## وفادة بني كعب في عام الوفود
وفد بعض من بني كعب على النبي محمد في عام الوفود في فترات متفاوته فأسلموا وحسن إ سلامهم، وكان يقطعهم الرسول شيئاً من الأرض أو المال أو نحو ذلك ترغيباً وتشجيعاً لهم وإحساناً إليهم فيرجعون دعاة إلى الإسلام وهداة إلى القرآن فعم الإسلام بني كعب.
وكان ممن وفد على الرسول من بني جعدة: الرقاد بن عمرو بن ربيعة بن جعدة فأسلم – فأعطاه الرسول ضيعة بالفلج وكتب له كتاباً وبقي الكتاب عند بني جعدة.
كما وفد النابغة الجعدي الشاعر المشهور وقال أبياتاً منها:
أما قشير فقد وفد بعضهم بعد غزوة حنين وقبل حجة الوداع، وكان أبرز من في الوفد ثور بن غزرة بن عبد الله بن سلمة بن قشير، وقد أعلن إسلامه فأقطعه الرسول قطيعة وكتب له كتاباً، وكان مع ثور في وفد قشير حيدة بن معاوية بن قشير وقرة بن هبيرة بن سلمة الخير بن قشير، وقد كسا النبي قرة برداً وولاه على صدقات قومه قومه وعندما رجع قرة بعد وفادته على الرسول قال: حباها رسول الله إذ نزلت به وأمكنها عن نائل ِغير منفذِ فمرت بروضٍ الخضرِ وهي حثيثة وقد أنحجت حاجاتها من محمدِ
كما وفد بنو عقيل على الرسول وهم ربيع بن معاوية العقيلي ومطرف بن عبد الله وأنس بن قيس المنتفق، فبايعوا وأسلموا وقد أعطاهم الرسول العقيق، عقيق بني عقيل (وادي الدواسر حالياً) وكتب لهم بذلك كتاباً في أديم أحمر ونصه:
« بسم الله الرحمن الرحيم – هذا ما أعطى محمد رسول الله ربيعاً ومطرفاً وأنساً، أعطاهم العقيق ما أقاموا الصلاة وآتوا الزكاة وسمعوا وأطاعوا ولم يعطهم حقاً لمسلم ». وقد بقي هذا الكتاب عند مطرف، ثم وفد على الرسول لقيط بن عامر بن المنتفق بن عامر بن عقيل فأعطاه الرسول ماء يقال له النظيم، ثم وفد بعد ذلك الحصين بن المعلّى العقيلي وذو الجوشن الضبابي فأسلما، ولقد كثر بنو عقيل بوادي العقيق إذا هو مسكنهم الأصلي منذ أن وهبه لهم الرسول ولم يستقر منهم في الأفلاج إلا القليل فيما نعلم وبقيت لبني كعب عامة منزلتهم وقوتهم في الأفلاج إلى القرن السادس الهجري حيث اختلفوا وضعفوا فرحلوا وتفرقوا في الأمصار- كما رحل كثير منهم أيام الفتوحات – ودالت عليهم الأيام دولتها فلم يبق منهم في الأفلاج اليوم إلا أقل من القليل.

## هجراتهم
شهد القرن السادس الهجري (القرن الثاني عشر الميلادي) موجة من الهجرات القبلية داخل الجزيرة العربية، من أبرزها هجرة قبيلة بني كعب من موطنها في منطقة الأفلاج جنوب نجد. وقد تعددت الأسباب التي دفعت هذه القبيلة إلى الرحيل، ويمكن تلخيص أبرزها فيما يلي:
1. الفتوحات الإسلامية: ساهمت الحروب والفتوحات التي شهدها العالم الإسلامي في تلك الفترة في دفع العديد من أبناء القبيلة – الذين عُرفوا بكونهم من رجال الحرب – إلى الانتقال والاستقرار في المناطق المفتوحة حديثًا، مساهمين بذلك في توطيد النفوذ العربي والإسلامي فيها.
2. الظروف البيئية والمعيشية: تعرّضت منطقة نجد إلى موجات من القحط والجفاف، ما اضطر عددًا كبيرًا من القبائل، بما فيها بني كعب، إلى الهجرة بحثًا عن مواطن أكثر استقرارًا وأوفر موارد.

وقد توزعت هجرات بني كعب على عدة وجهات، أبرزها:
1. العراق: حيث استقر فرع كبير من القبيلة، وكان له دور سياسي بارز في منطقة الأحواز (عربستان)، إذ أسسوا فيها حكمًا محليًا بلغ ذروته في عهد الشيخ خزعل الكعبي، الذي كان آخر حكّام عربستان قبل أن يُغدر به ويُعتقل من قِبل السلطات الفارسية عام 1343هـ / 1925م، ما مثّل نهاية لحكم القبيلة في تلك المنطقة.
2. شمال إفريقيا (تونس): انتقلت جماعات من بني كعب ضمن موجات الهجرة إلى بلاد المغرب العربي، وخاصة في المناطق الشمالية منها.
3. عُمان: استقرت فروع من القبيلة في جبال عُمان، وظل وجودهم هناك مستمرًا حتى العصر الحديث. تتواجد القبيلة أيضًا في كل من قطر والبحرين، ويُعرفون محليًا باسم الكعبان، وهم يعودون في أصولهم إلى فرع بني كعب المستقر في جبال عُمان.

## قبيلة بنو كعب في الإمارات العربية المتحدة
ترتبط القبيلة بالمنطقة المحيطة بولاية محضة العمانية وشمالها، وبمناطق الإمارات شرق البريمي، بما في ذلك أودية كدرا وحتا والقور.
تشمل فروع القبيلة: الدرسة، والمكاتيم، والمساعيد، والمجادلة، والميائسة، والمزاحميون، والنويجيون، والصلاحات، والسوالم، والشويهيون، وأهل جذوة، والزهيرات. من بين هذه الفروع، كان الدرسة والشويهيون بدوًا، بينما استقرت الفروع الأخرى مع مطلع القرن العشرين، وبلغ عدد أفرادها حوالي 7250 نسمة، منهم 1150 من البدو.
بحلول عام 1844، تحالفت القبيلة (بالاشتراك مع قبائل أخرى في جنوب شرق شبه الجزيرة العربية) مع الشيخ خليفة بن شخبوط آل نهيان الياسي في اتحاد قبلي اتحد لطرد القوات الوهابية من البريمي. ورغم تحالفهم تحت قيادة بنو ياس، كان بنو كعب منافسين لقبيلتي النعيم وبنو قتب، ودفعوا أجزاءً من النعيم شمالًا حتى سهل جيري.
في منطقة وعصر اتسما بتقلب التحالفات، بعد قرن من الزمان، تحالف بنو كعب مع السعوديون، حيث أكد شيخ القبيلة آنذاك، عبيد بن جمعة آل مزاحم، لحاكم المنطقة الشرقية في المملكة العربية السعودية: "أراضينا لكم". ورغم أن النعيم وبنو كعب كانا متعارضين في كثير من الأحيان، إلا أنهما اجتمعا في أربعينيات القرن العشرين عندما لاحت احتمالات الحصول على امتيازات نفطية. في هذا الصدد، عارضوا شركات النفط، وفرض حكم شيوخ الساحل المتصالح، وسلطان مسقط، والبريطانيون على حد سواء.
وعندما اندلع نزاع البريمي في خمسينيات القرن الماضي، دعم بنو كعب الغزو السعودي بقيادة الشيخ راشد بن حمد الشامسي، وشاركوا في القتال ضد القوة البريطانية، فوج ساحل عُمان المتصالح.

## مشاهير قبيلة بنو كعب
- عويمر بن أبي عدي بن ربيعة بن عامر بن عقيل، فارس بني عقيل الذي دعا عنترة بن شداد العبسي إلى المبارزه وقال له «أبرز إلى أيها العبد، فإن قتلتك فلأخيفن أصحابك بعدك! وإن قتلتني رجعت بإبل قومي» فلم يقدم عنترة على مبارزته.
- مجنون بني عامر وهو قيس بن الملوح بن مزاحم بن قيس بن عدس.
- ليلى التي تشبث بها قيس وهي ليلى بنت مهدي بن سعيد بن مهدي بن ربيعة بن الحريش بن كعب.
- عبد الله بن الحشرج بن الأشهب بن ورد بن عمرو بن ربيعة بن جعدة بن كعب الذي غلب على أرض فارس أيام الزبير.
- الشاعر النابغة الجعدي وأسمه قيس أبن عبد الله أبن عمرو بن عٌدس بن ربيعة بن جعدة بن كعب.
- جياش بن قيس بن الأعور بن قشير شهد يوم اليرموك وقتل 1000 نصراني.
- بلج بن بشر بن عياص بن وحوح بن قيس بن الأعور بن قشير وإلى الأندلس.
- الإمام مسلم بن الحجاج القشيري النيسابوري راوي الحديث
- زياد بن عبد الرحمن بن عبد الله بن هُبيرة بن زُفر بن عبد الله بن الأعور بن قشير، ولاه عمر بن عبد العزيز – رحمه الله – خُراسان.
- خزعل الكعبي حاكم الأحواز العربية
- عبيد بن جمعة آل مزاحم الكعبي، شيخ قبيلة بني كعب في عمان والإمارات، توفي سنة 1997
- مزعل بن جابر الكعبي، رابع حكام مشيخة المحمرة
- أبو القاسم الكعبي، من المعتزلة البغداديين
- جابر بن مرداو، ثالث حكام مشيخة المحمرة
- يوسف بن مرداو، ثاني حكام مشيخة المحمرة
- مرداو بن علي، أمير عربستان الأول

### اليوم
- علي سعيد الكعبي، معلق إماراتي في قناة أبوظبي الرياضية
- علي بن سالم الكعبي، شاعر إماراتي ومدير مكتب شؤون الرئاسة
- سعود الكعبي، إعلامي وممثل وشاعر إماراتي، مقدم برنامج الميدان
- عبد الزهراء الكعبي، خطيب شيعي عراقي يعد من أشهر خطباء المنبر الحسيني في العراق ودول الخليج، وهو أول من أحسن قراءة مقتل الإمام الحسين في يوم العاشر من محرم
- أيوب الكعبي، لاعب كرة قدم مغربي
- أكرم الكعبي، سياسي عراقي
- علي الكعبي، لاعب كرة قدم تونسي
- إسكندر عامري الكعبي، ممثل إيراني
- أحمد بن النعمان الكعبي، أول مبعوث عماني للولايات المتحدة الأمريكية
- إبراهيم الكعبي، لاعب كرة قدم إماراتي
- طارق الكعبي، لاعب كرة قدم سعودي
- حسن الكعبي، النائب الأوّل لرئيس مجلس النوّاب العراقي
- نورة الكعبي، سيدة أعمال إماراتية
- عامر الكعبي، لاعب كرة قدم قطري
- عبدالله الكعبي، لاعب كرة قدم بحريني
- محسن الكعبي، سياسي تونسي
- عائشة الكعبي، كاتبة اماراتية
- جوهر الكعبي، لاعب كرة قدم قطري
- رحمانية الكعبي، قرية إيرانية
- ضياء الكعبي، كاتبة بحرينية
- عبدالله الكعبي، سياسي تونسي
- نادية الكعبي، فنانة تونسية
- كامل منصور الكعبي، شاعر عراقي
- علي موسى الكعبي، أكاديمي عراقي
- يوسف الكعبي، ممثل إماراتي
- سعيد بن شريدة الكعبي، وزير قطري
- هاشم الكعبي، شاعر قطري
- فاضل عباس الكعبي، شاعر وکاتب أطفال عراقي
- جمعة الكعبي، سياسي بحريني
- أحمد الكعبي، لاعب كرة قدم سعودي
- سلمان بن سلطان الكعبي، سياسي أحوازي
- سعدي الكعبي، رسام وفنان تشكيلي عراقي
- عبدالحكيم الكعبي، مؤرخ عراقي
- مريم خليفة الكعبي، سياسية إماراتية
- سعيد الكعبي، لاعب كرة قدم إماراتي
- عبدالعزيز الكعبي، لاعب كرة قدم إماراتي
- عمار الكعبي، لاعب كرة قدم إماراتي
- أحمد خليفة الكعبي، لاعب كرة قدم عماني
- حسين الكعبي، لاعب كرة قدم إيراني
- محمد مطر الكعبي، رئيس الهيئة العامة للشئون الإسلامية والأوقاف في الإمارات
- سعد الكعبي، ممول قطري
- خميس بن راشد الكعبي، سياسي ودبلوماسي قطري
- محمد ثامر الكعبي، وزير المواصلات والإتصالات البحريني السابق
- عباس الكعبي، سياسي إيراني
- شريده سعد جبران الكعبي، سياسي ودبلوماسي قطري
- خميس بن زهير الكعبي، إماراتي
- حمد عبيد الكعبي، رئيس تحرير صحيفة الاتحاد الإماراتية التعليم: جامعي - حاصل على ماجستير في الإدارة
- شمم الكعبي، عراقية
- كريم الكعبي، باحث ودكتور عراقي
- عبدالله الكعبي، ممثل وفنان إماراتي
- عارف الكعبي، دكتور أحوازي
- عبدالحافظ الكعابنة، الرئيس الأسبق لهيئة الأركان المشتركة للقوات المسلحة الأردنية في الفترة من عام 1993 ولغاية العام 1999، والمستشار العسكري للملك عبد الله الثاني، وعضو مجلس الاعيان الأردني في دوراته المختلفة من العام 2001 ولغاية 2010.

## روابط خارجية
- بنوكعب قبيلة عربية أغفلت الأمم المتحدة قضيتها.